# Capela Sfântul Teodor Sicheotul din Stâncești

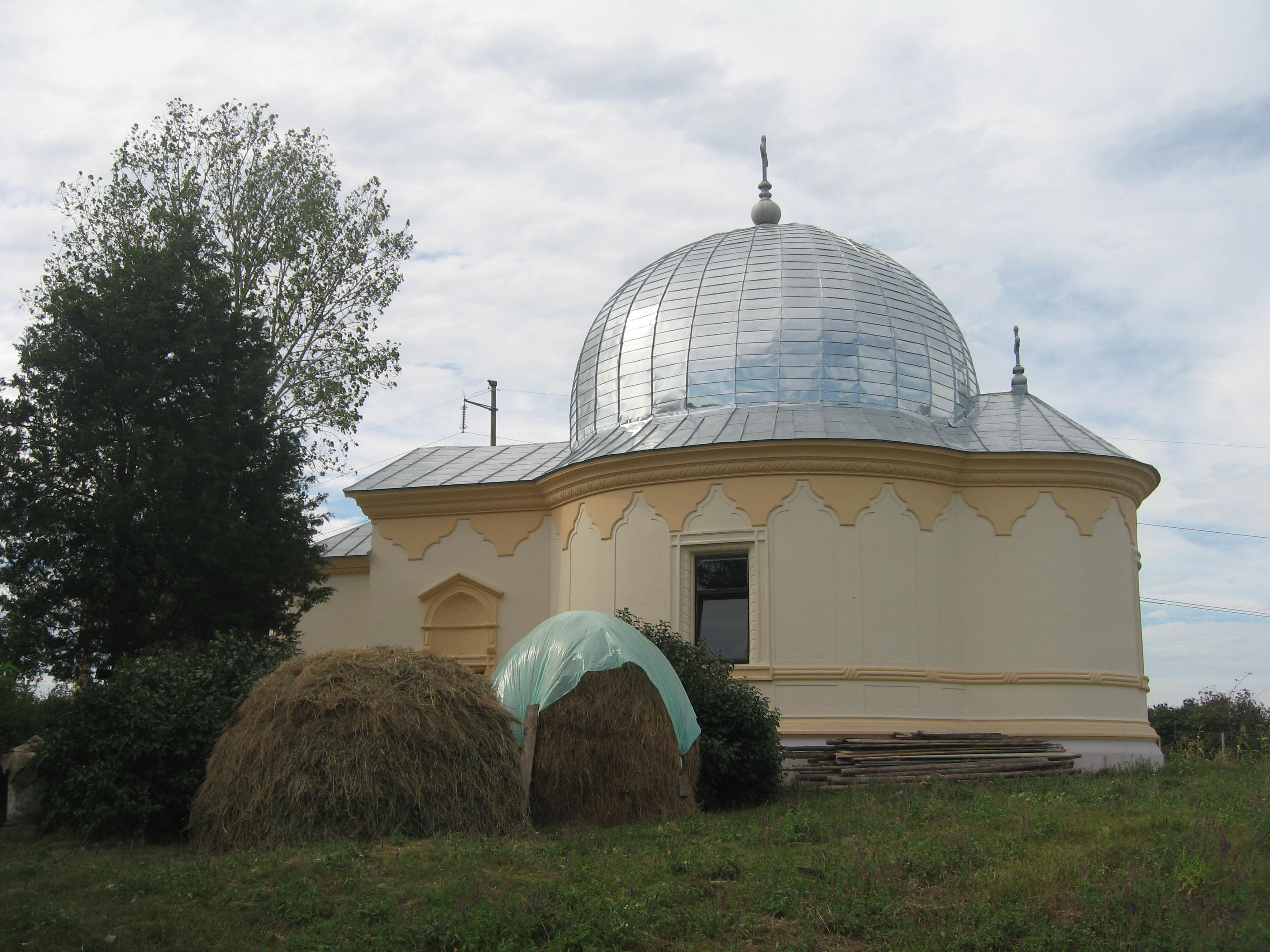
Capela "Sf. Teodor Sicheotul" (Capela Callimachi) din Stâncești

Capela "Sf. Teodor Sicheotul" (Capela Callimachi) din Stâncești este o capelă ortodoxă ctitorită în anul 1837 de vornicul Alexandru Callimachi în satul Stâncești din comuna Mihai Eminescu (județul Botoșani). Inițial a îndeplinit rolul de capelă privată a familiei princiare Callimachi. Ea se află pe un loc mai ridicat din partea de nord a satului Stâncești.
Capela "Sf. Teodor" - Calimachi din Stâncești a fost inclusă pe Lista monumentelor istorice din județul Botoșani din anul 2015 la numărul 242, având codul de clasificare  BT-II-m-B-02011. 

## Istoricul familiei Callimachi
În anul 1729, Teodor Călmașul, vornic de Câmpulung, a cumpărat moșia de la Stâncești de la Dumitrache Stroici pentru suma de 150 de lei. La sfârșitul secolului al XVIII-lea, Maria Callimachi, văduva banului Dimitrie (Dumitrașcu) Callimachi (1705-1758), a început construirea conacului din Stâncești, care a fost finalizat de fiul ei, paharnicul Ioan Callimachi (1750-1786). Acest lucru este precizat în testamentul ei din 5 martie 1794: "Iar fiului meu Ianachi i-am dat moșia Stâncești, baștina tătâne-său. Iar casele dintâiu au fost făcute cu osteneala și cheltuiala mea, iar pe urmă le-au făcut Ianachi, cu cheltuiala și osteneala sa".  Tot ea a construit în anul 1777 și biserica din lemn a satului, cu hramul „Adormirea Maicii Domnului". 
Vornicul Alexandru Callimachi (1781-1837), fiul lui Ioan Callimachi și al Ruxandrei Catargi, a moștenit moșia. El a îndeplinit funcțiile de căminar (1803), apoi vornic de Botoșani (1809), agă (1813), postelnic (1816-1817) și vornic al Țării de Sus (1820, 1827, 1834). El s-a căsătorit în 1801 cu Elena Conachi, fiica vornicului Gavril Conachi, cu care a avut doi copii: Xenofon (1801-1820) și Ruxandra (1808 - 1 mai 1892). După moartea prematură a soției, vornicul Alecu Callimachi s-a recăsătorit în 1834 cu Maria Cuza (?-1843), sora tatălui lui Alexandru Ioan Cuza, cu care va mai avea doi copii: Teodor (1836-1894) și Smaranda Emma (1838-1933).
Vornicul Alexandru (Alecu) Callimachi a apelat la arhitecți italieni pentru construirea unui conac nou, în stil neoclasic. La rugămintea mamei sale, Ruxandra, el a construit pe moșia sa o capelă, având și un cavou pentru înmormântarea membrilor familiei. Capela se afla în apropierea conacului, care a fost distrus ulterior. Construcția capelei a fost finalizată în anul 1837. Vornicul Alexandru Callimachi a murit în august 1837, la moșia sa din Stâncești, și a fost înmormântat în pronaosul capelei. 
Cei doi copii din căsătoria vornicului Alecu cu Maria Cuza, Teodor și Smaranda, au fost crescuți de Ruxandra Rosetti-Roznovanu (1808-1892), sora lor vitregă. Teodor Callimachi a studiat la Facultatea de Drept din Paris. În anul 1859, după alegerea ca domnitor a lui Alexandru Ioan Cuza (vărul său primar), el a fost numit ca secretar al agenției diplomatice de la Istanbul, unde va conlucra cu Costache Negri pentru obținerea firmanului de confirmare a dublei alegeri ca domnitor a lui Alexandru Ioan Cuza. În iulie 1863, Teodor Callimachi a fost numit agent diplomatic al Principatelor Unite ale Moldovei și Munteniei la Belgrad (Serbia), îndeplinind această funcție până în februarie 1866.
După abdicarea lui Cuza, Teodor Callimachi s-a retras la conacul din Stâncești. El a renovat conacul în stil neogotic, construind noi clădiri pe moșia sa. Acolo a constituit una dintre cele mai valoroase biblioteci din Moldova secolului al XIX-lea. În acea bibliotecă se aflau multe cărți rare, printre care și un Codex Callimachi, ediție princeps a primului cod de legi din Moldova făcut de domnitorul Scarlat Callimachi în anul 1817. 
Teodor Callimachi s-a căsătorit la 9 mai 1865, la Dorohoi, cu Zenaida Moruzi (1840-1909), fiica Pulcheriei Rosetti-Răducanu și a lui Alexandru C. Moruzi (1805-1873). Cei doi au avut împreună cinci copii, trei fete: Ralu (1867-?), Zenaida (1870-1899) și Smaranda (1871-?) și doi băieți: Alexandru (1866-1918) și Ioan (1880-1940). Teodor Callimachi a murit la 7 aprilie 1894, fiind înmormântat în capela din Stâncești.
După moartea lui Teodor Callimachi, de moșia din Stâncești s-a ocupat văduva sa, Zenaida. În anul 1900, prințesa Zenaida Callimachi a restaurat capela, pe cheltuiala sa. Tot ea a construit și întreținut școala din sat. În timpul Răscoalei din 1907, conacul din Stâncești a scăpat neatins ca urmare a respectului de care se bucura stăpâna moșiei. A murit la 25 ianuarie 1909 și a fost înmormântată în cripta capelei, alături de soțul și fiica ei, Zenaida.
Proprietar al moșiei a devenit Alexandru Callimachi (1866-1918), care se căsătorise la 1 iulie 1890 cu Maria Vernescu. Ei au avut doi copii: Teodora (1895-?) și Scarlat (1896-1975). Familia sa a locuit la București, într-o vilă în stil elvețian de pe strada Batiștei nr. 31. Între anii 1916-1920, principesa Ralu Callimachi l-a găzduit pe tânărul teolog Dumitru Cornilescu (1891-1975) la conacul din Stâncești, unde acesta a realizat o nouă traducere a Bibliei în limba română. Traducerea a fost tipărită în anul 1921 și a fost adoptată în prezent de majoritatea cultelor neoprotestante din România. 
Alexandru Callimachi a murit în 1918, fiind înmormântat și el în cripta capelei din Stâncești. După moartea acestuia, moșia din Stâncești a intrat în proprietatea fratelui său mai mic, Ioan (Jean) Callimachi (13 mai 1880 - 1 iulie 1940). Ultima proprietară a conacului a fost Roxana Zenaida "Pussy" Callimachi (1918-1978), fiica lui Ioan Callimachi.
După instaurarea regimului comunist, conacul familiei Callimachi a fost demolat. Deși principele Scarlat Callimachi (1896-1975) - scriitor, fiul lui Alexandru Callimachi- era apropiat mișcării socialiste, familia sa a suferit frecvent percheziții din partea organelor de miliție și de securitate. Au fost confiscate obiecte de artă.

## Capela din Stâncești
Vornicul Alexandru (Alecu) Callimachi a apelat la arhitecți italieni pentru construirea unui conac nou, în stil neoclasic. Prin testamentul redactat în mai 1813 al mamei sale, Ruxandra, fiica vel logofătului Constantin Catargi și soția lui Ioan Callimachi, i se impunea lui Alecu Callimachi ca din veniturile rezultate din exploatarea moșiei să construiască o capelă „spre pomenirea mea și a răposatului meu soț și a tot neamului nostru din satul Stâncești unde se prăznuiește hramul Adormirea Maicii Domnului și unde sunt îngropați răposații tatăl și bunicul său”.  
Vornicul Alexandru Callimachi a îndeplinit voința mamei sale Ruxandra și a construit pe moșia sa o capelă, având și un cavou pentru înmormântarea membrilor familiei. Capela se afla în apropierea conacului, care a fost distrus ulterior. Construcția capelei a fost finalizată în anul 1837, după cum se poate citi în pisania scrisă cu litere chirilice aurite în pridvorul bisericii. Vornicul Alexandru Callimachi a murit în august 1837, la moșia sa din Stâncești, și a fost înmormântat în pronaosul capelei. 
În anul 1900, prințesa Zenaida Callimachi a restaurat capela, pe cheltuiala sa. Cu acest prilej, au fost pictați pereții interiori de către un pictor necunoscut. Până în anul 1945, în jurul capelei se aflau clădirile, parcul și grădina de pomi, proprietatea familiei Callimachi. După acel an, ca urmare a deposedării de cea mai mare parte a proprietăților, familia nu a mai avut posibilități să întrețină capela și a trecut-o în proprietatea Mitropoliei Moldovei. Prin Ordinul nr. 5885/1950, Mitropolia de la Iași a trecut capela în administrarea Parohiei Stâncești. 
În anul 2004, principele Dimitrie Callimachi (n. 1927) a donat capela și terenul înconjurător către Protopopiatul Botoșani și, prin intermediul Protopopiatului, Parohiei din Stâncești. Atunci, cei doi au făcut o donație personală de 100 milioane de lei vechi (10.000 lei noi).
În decursul timpului, clădirea a suferit unele degradări ca urmare a seismelor repetate, a lipsei de întreținere, a îmbătrânirii materialelor (cărămizi, mortar, lemn), a surplusului de umiditate la șarpantă și a pătrunderii apei între zidăria de cărămidă și tencuială. S-au produs fisuri verticale în soclu, în fundații și în parapeții golurilor de fereastră și o fisură longitudinală medianã care străbate întreaga capelă: altar, naos – din colțurile ușilor și pronaos, precumn și putrezirea lemnului și desprinderea tavanelor. În urma expertizei efectuate de specialiști s-au propus următoarele măsuri de intervenție: consolidarea fundațiilor, continuizarea pereților portanți ai bisericii prin legarea fisurilor cu scoabe și injectarea lor, realizarea unei centuri din beton armat de coronament, repararea sau refacerea integrală a șarpantei din lemn, inclusiv scheletul cupolei, repararea trotuarelor și a sistemelor de îndepărtare a apelor pluviale de clădire. 
La 18 iunie 2007, principele Dimitrie Callimachi a semnat un contract pentru efectuarea de lucrări de reparație a capelei din Stâncești. El a donat suma de peste 113.000 lei. În perioada iulie - octombrie 2007 s-au desfășurat lucrări de consolidare și restaurare a capelei: montarea hidroizolației, refacerea trotuarelor, restaurarea icoanelor din interior etc. Ulterior, tot cu sprijinul familiei Callimachi, s-a restaurat pictura interioară, catapeteasma și piesele de mobilier, s-a construit o clopotniță și un gard împrejmuitor. La acea vreme, principele Dimitrie Callimachi a insistat în direcția scurtării termenelor având în vedere și vârsta înaintată a sa, dorind ca să se poată săvârși din nou slujbe religioase în capelă. 
Aceste lucrări au fost supervizate de arhitectul Mihai Mihăilescu, originar din satul Stâncești.
Mentionam ca,in perioada de consolidare si refacere a picturii,lucrarile au fost supravegheate de catre preotul paroh Ionut Scanteie,care sa implicat trup si suflet,precum si locuitorii din Stancesti care au facut mici donatii si au asigurat necesarul de hrana calda in fiecare zi.Capela a fost sfintita in vara anului 2013.

## Necropolă
Capela Sfântul Teodor Sicheotul din Stâncești a avut funcțiunea de necropolă a familiei Callimachi, aici aflându-se 14 cripte, din care numai 8 sunt ocupate, patru dintre ele având pietre funerare de marmură albă, sculptate, iar două fiind de bronz.
În pronaosul capelei din Stâncești sunt înmormântați, sub o placă de marmură neagră, următorii membri ai familiei Callimachi: banul Dimitrie Callimachi (1705-1758) și soția sa Maria, născută Sturdza; paharnicul Ioan Callimachi (1750-1786) și soția sa Ruxandra, născută Catargi; vornicul Alexandru Callimachi (1781-1837) împreună cu soțiile sale Elena, născută Conachi și Maria, născută Cuza. În subsolul capelei din Stâncești este un cavou unde sunt înmormântați urmașii lor: Teodor Callimachi (4 ianuarie 1836 - 7 aprilie 1894), soția sa Zenaida Moruzi, principesă Callimachi (16 iulie 1840 - 25 ianuarie 1909) și doi dintre copiii lor: principele Alexandru Callimachi (12 iunie 1866 - 1918) și Zenaida, contesă de Roma, născută Callimachi (2 aprilie 1870 - 1 noiembrie 1899).

## Arhitectura
Capela este construită din cărămidă, pe temelie de piatră aparentă, având în jur un trotuar din dale de beton. Edificiul are o formă rotundă (de cruce bizantină), cu un pronaos de formă dreptunghiulară (spre apus) și coborârea în cavou semipoligonală, un naos torund surmontat de o cupolă rotundă și un altar cu o absidă de formă semicirculară spre răsărit.
Clădirea are perimetrul circumscris în plan unui dreptunghi cu laturile de 21,80 x 11,20 m. Acoperișul bisericii este de formã
bizantină, cu o învelitoare din tablă zincată. Edificiul are înălțimea până la coronament de 6,45 m și până la coamă de 8,80 m, iar cota superioară a cupolei de peste naos este + 11,20 m. 
Biserica este compartimentată în trei încăperi: pronaos, naos și altar. Intrarea se face prin partea de apus. Pronaosul are formă dreptunghiulară și un tavan drept; el este luminat de o fereastră dreaptă. Din pronaos se coboară în cavou printr-o deschidere de formă (poligonală) trapezoidală. Peretele superior al cavoului are grosimea de 70 cm. Între pronaos și naos se află un perete cu grosimea de 70 cm. 
Naosul are formă rotundă, cu lungimea interioară de 7,35 m și lățimea interioară de 8,80 m. Pereții naosului au grosimea de 1,40 m. El este luminat de două ferestre cu vitralii și are deasupra o cupolă din lemn de formă semisferică, susținută de un schelet rotund realizat din coaste din lemn și meridiane din șipci și tencuială pe stufit. Altarul are o formă semicirculară cu raza de 2,50 m (la interior); el are un tavan în formă de arc de cerc cu raza de 3,80 m. Peretele altarului are grosimea de 0,70 m. 

## Iconografie
Pereții interiori ai bisericii au fost zugrăviți și pictați în anul 1900 de către un pictor necunoscut.
La intrarea în pronaos, într-o nișă aflată deasupra ușii, este zugrăvită în ulei icoana „Sf. Teodor Sicheotul” (hramul bisericii) și pisania în care se menționează restaurãrii bisericii. Partea de sus a pereților este zugrăvită în ulei cu chenare artistice decorative.
Pe bolta naosului sunt pictați cei patru evangheliști (în medalioane) și Cina cea de taină, pe frontalul de deasupra catapetesmei. Catapeteasma este alcătuită din șase registre iconografice, icoanele fiind pictate în stilul Renașterii cu frumoase ornamente aurite. Pereții și bolta altarului sunt zugrăviți cu chenare și motive lucrate în mod artistic. 

## Imagini

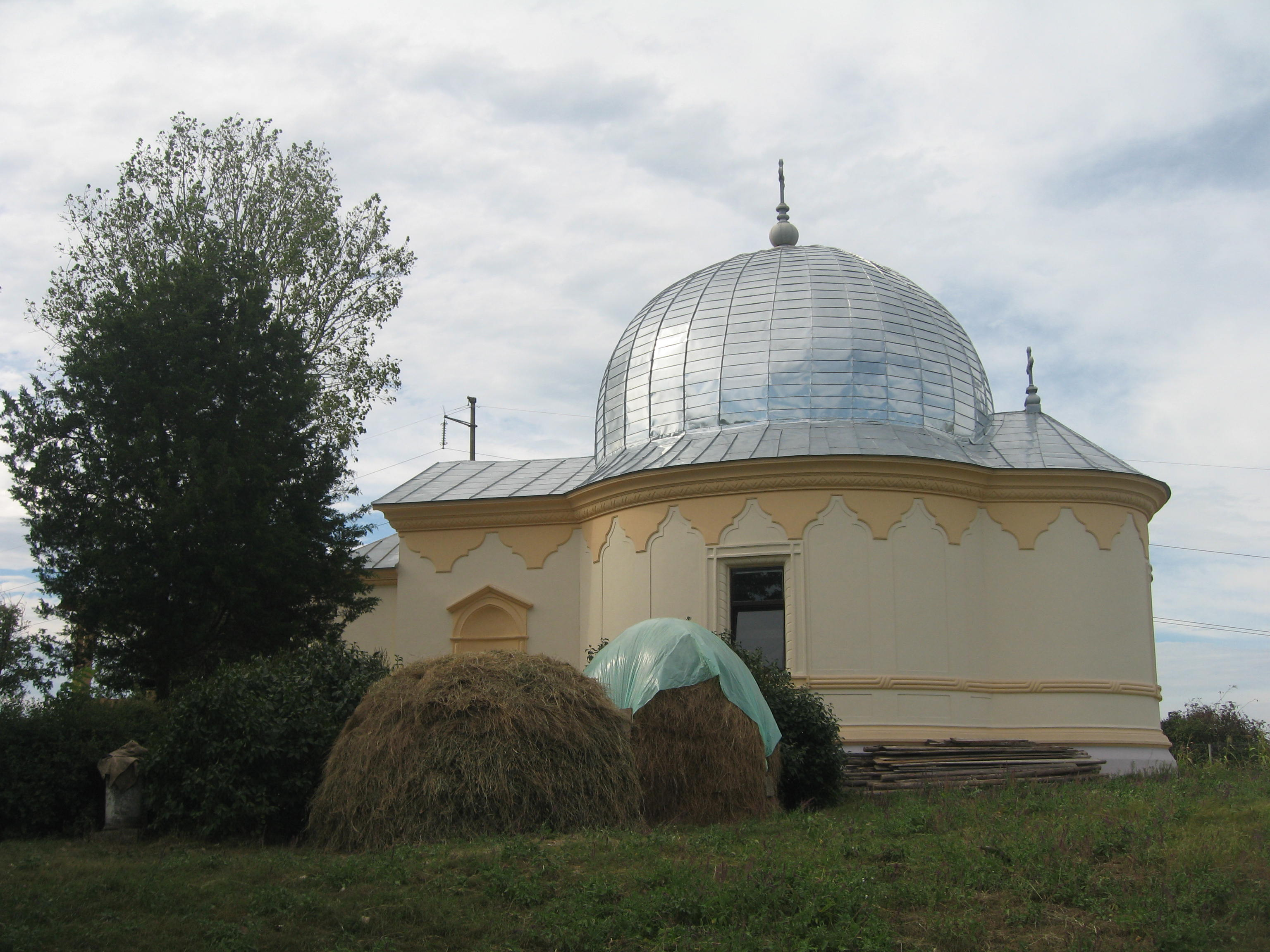
Capela "Sf. Teodor Sicheotul"
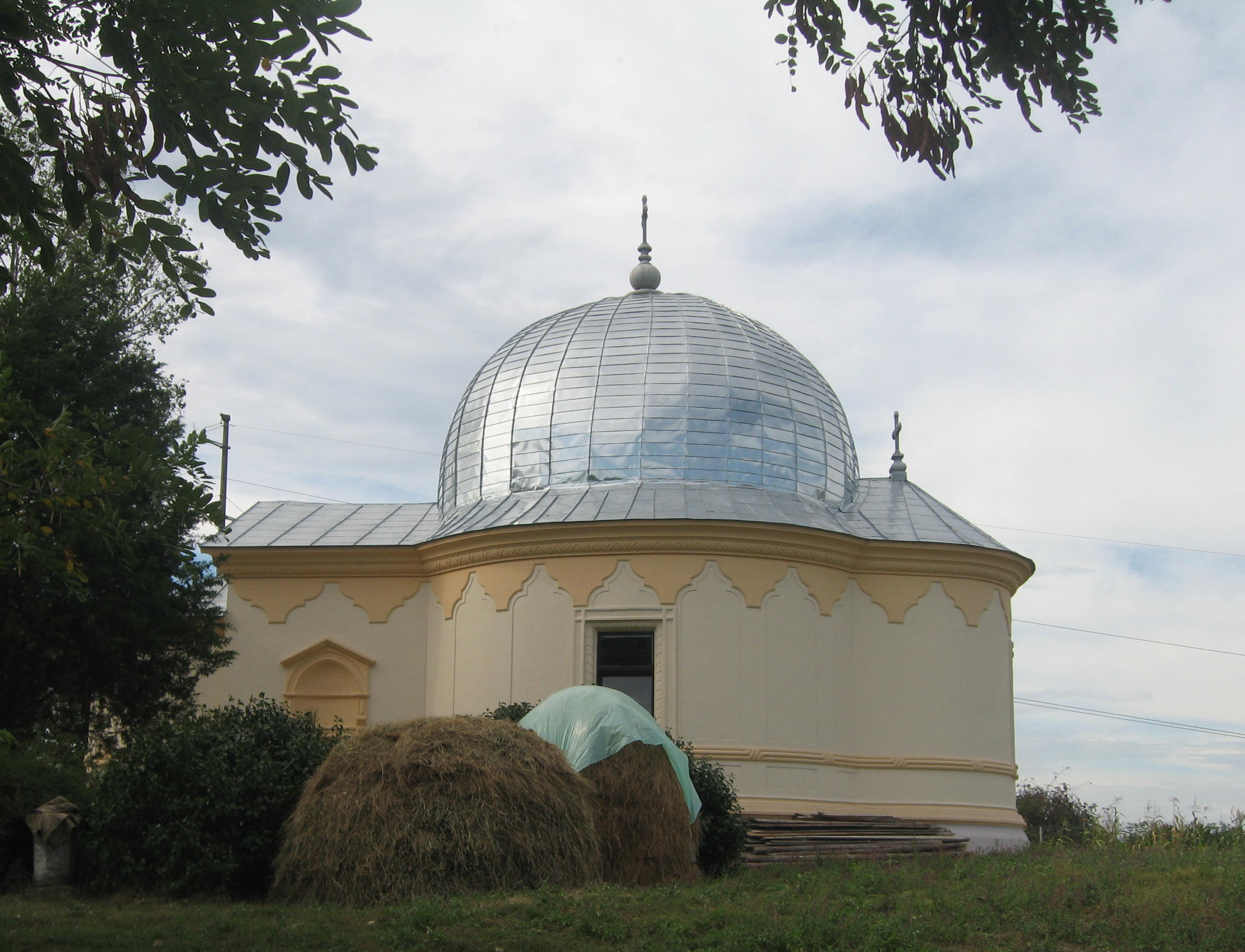
Capela "Sf. Teodor Sicheotul"
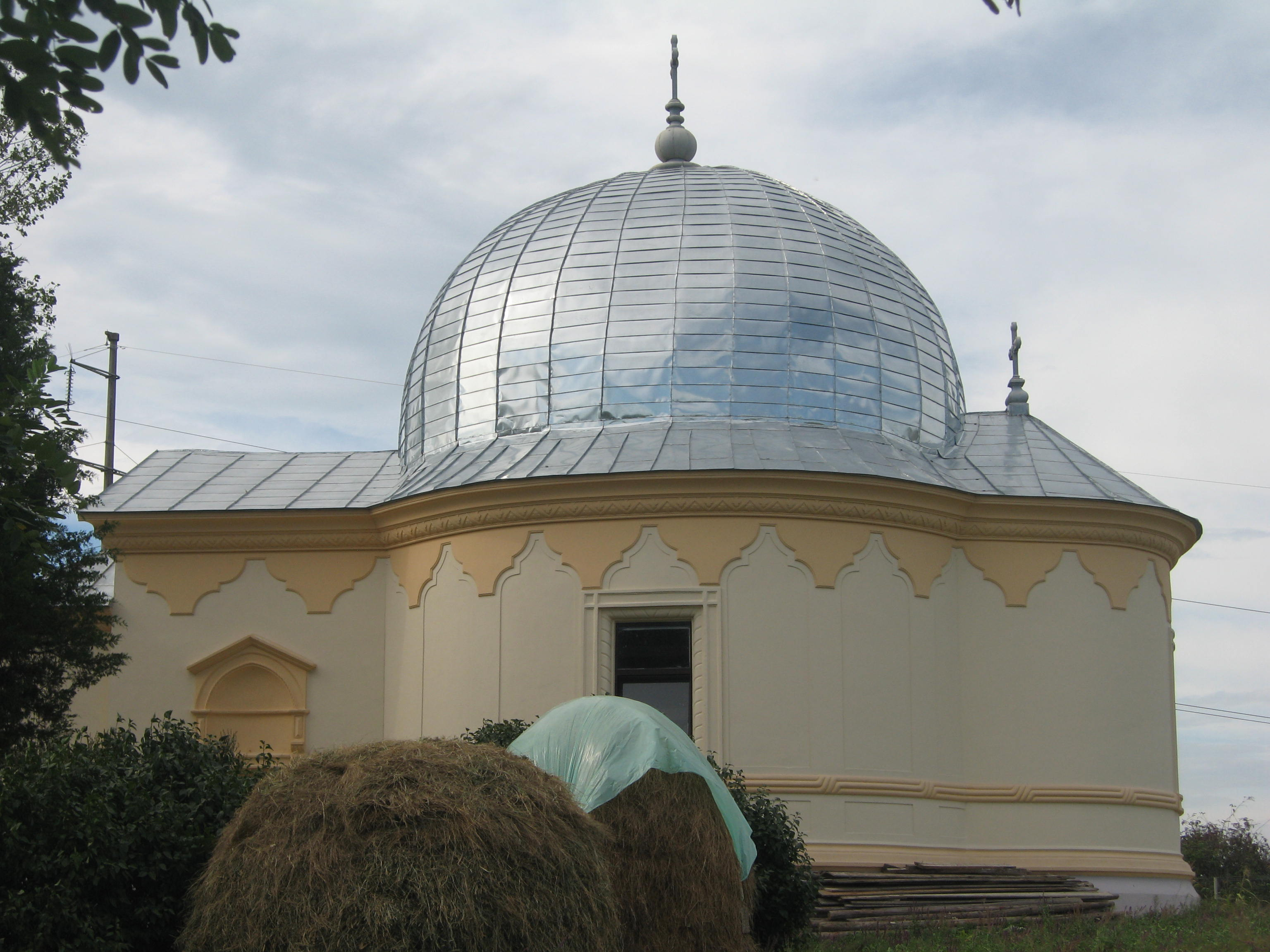
Latura sudică
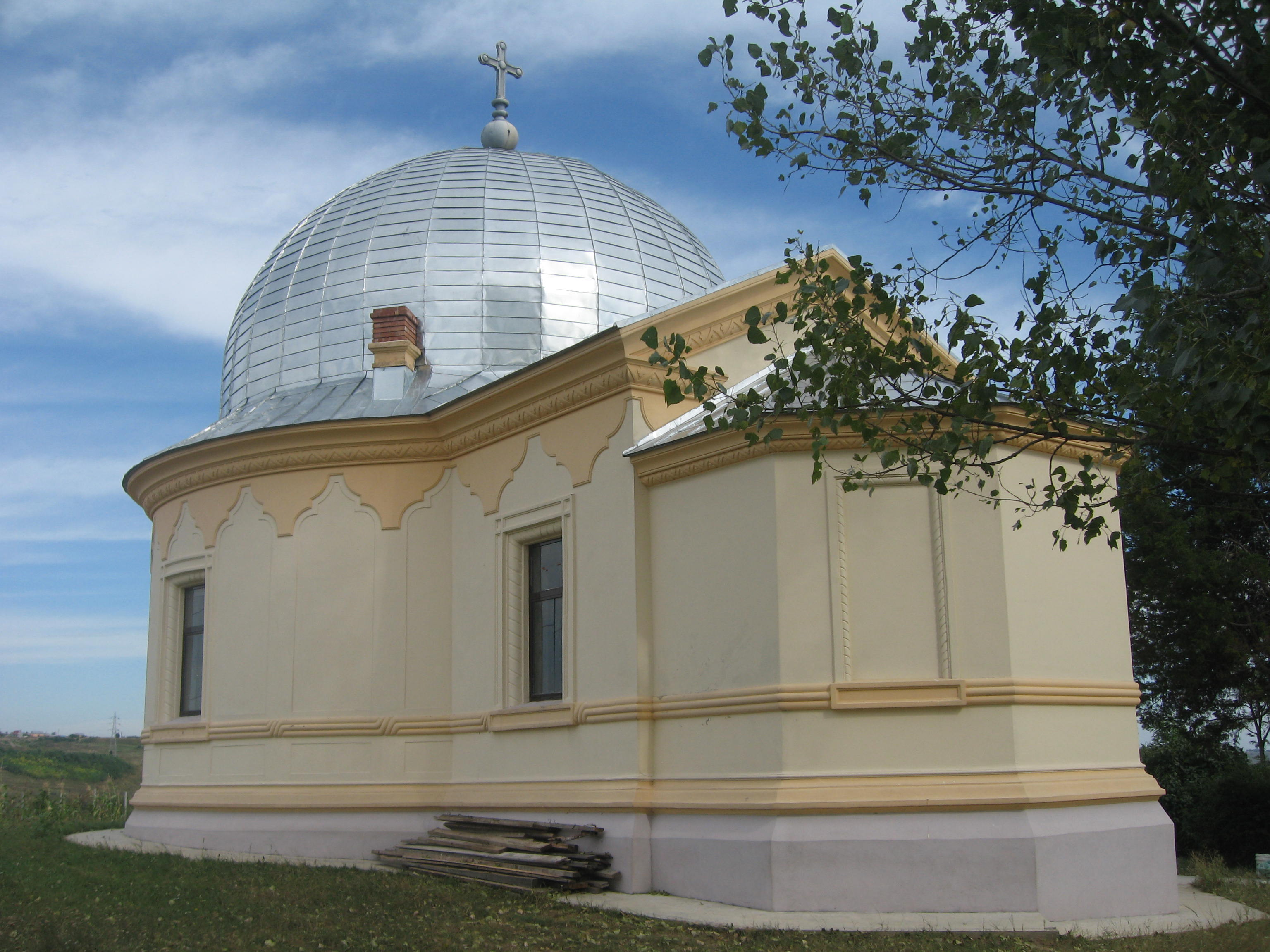
Capela văzută dinspre nord-vest
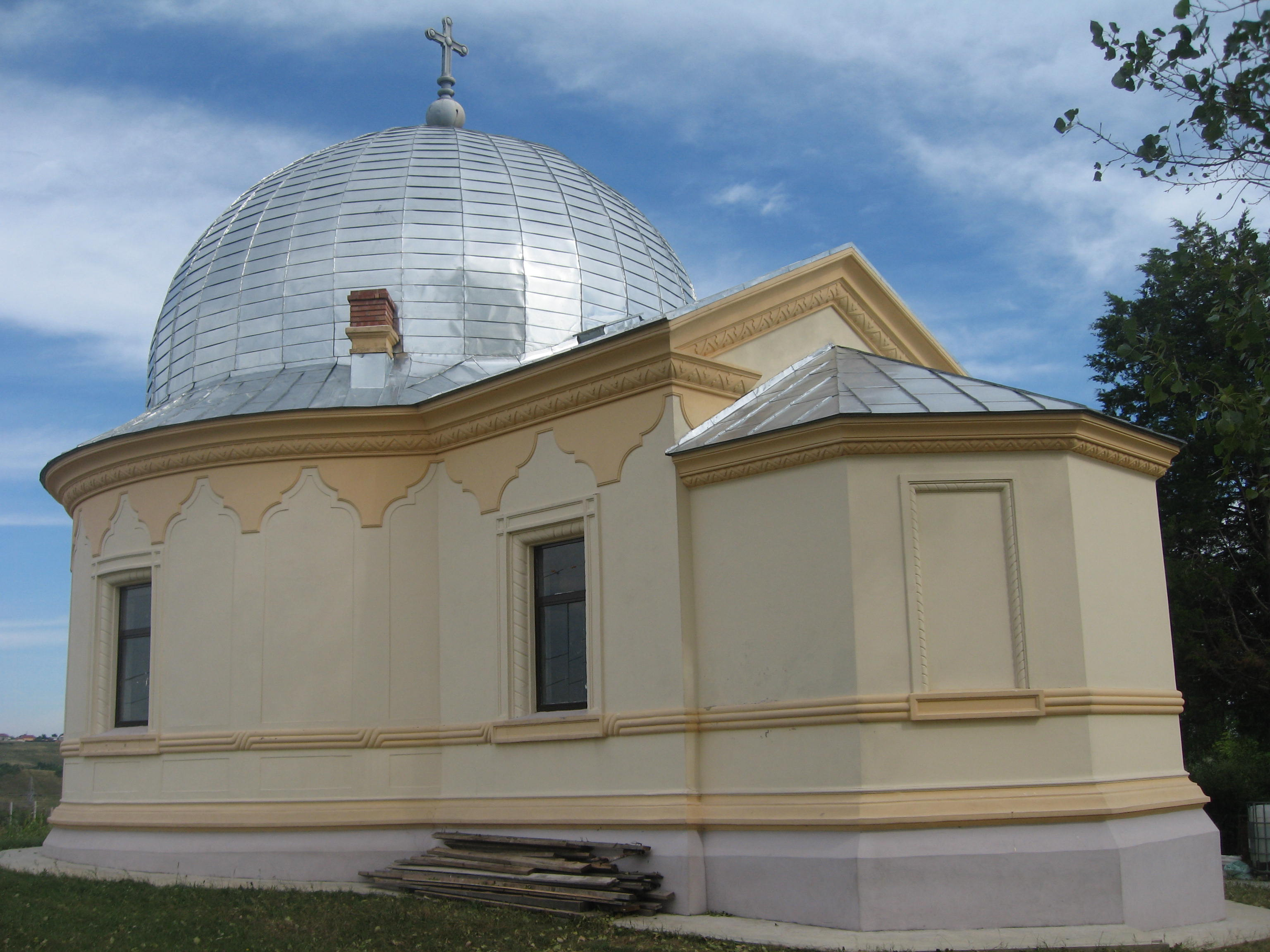
Capela văzută dinspre nord-vest
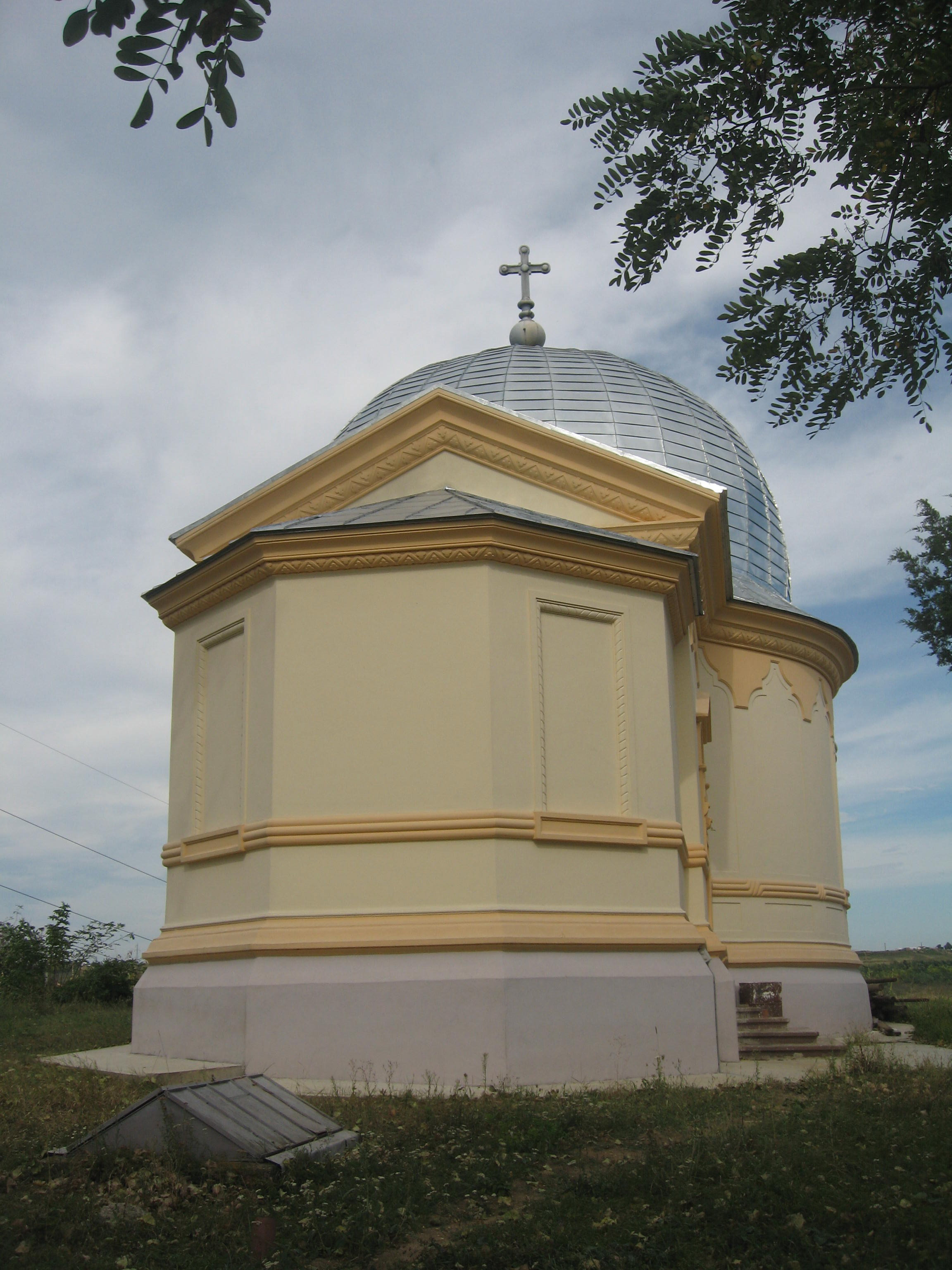
Latura vestică
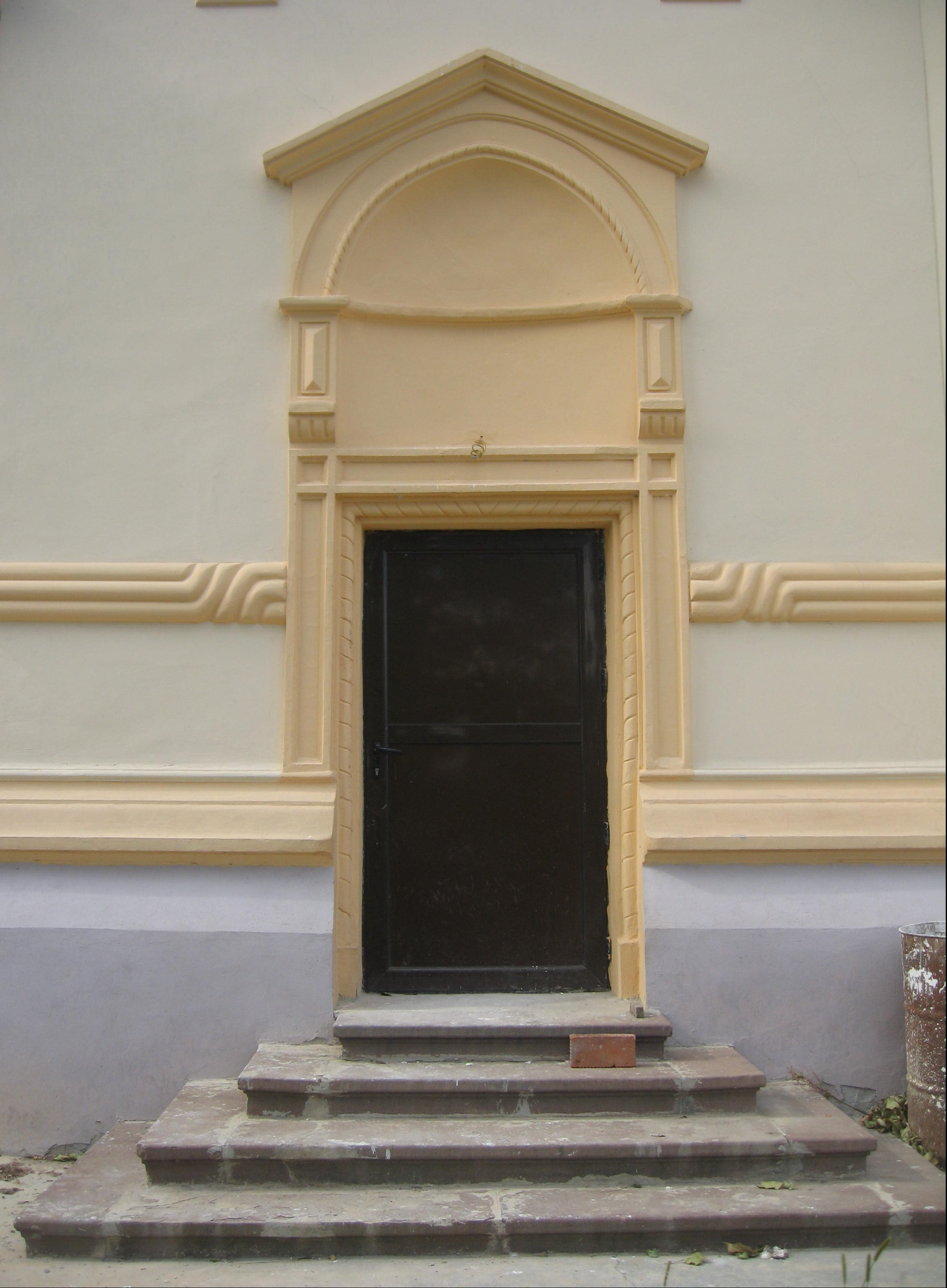
Portalul de intrare
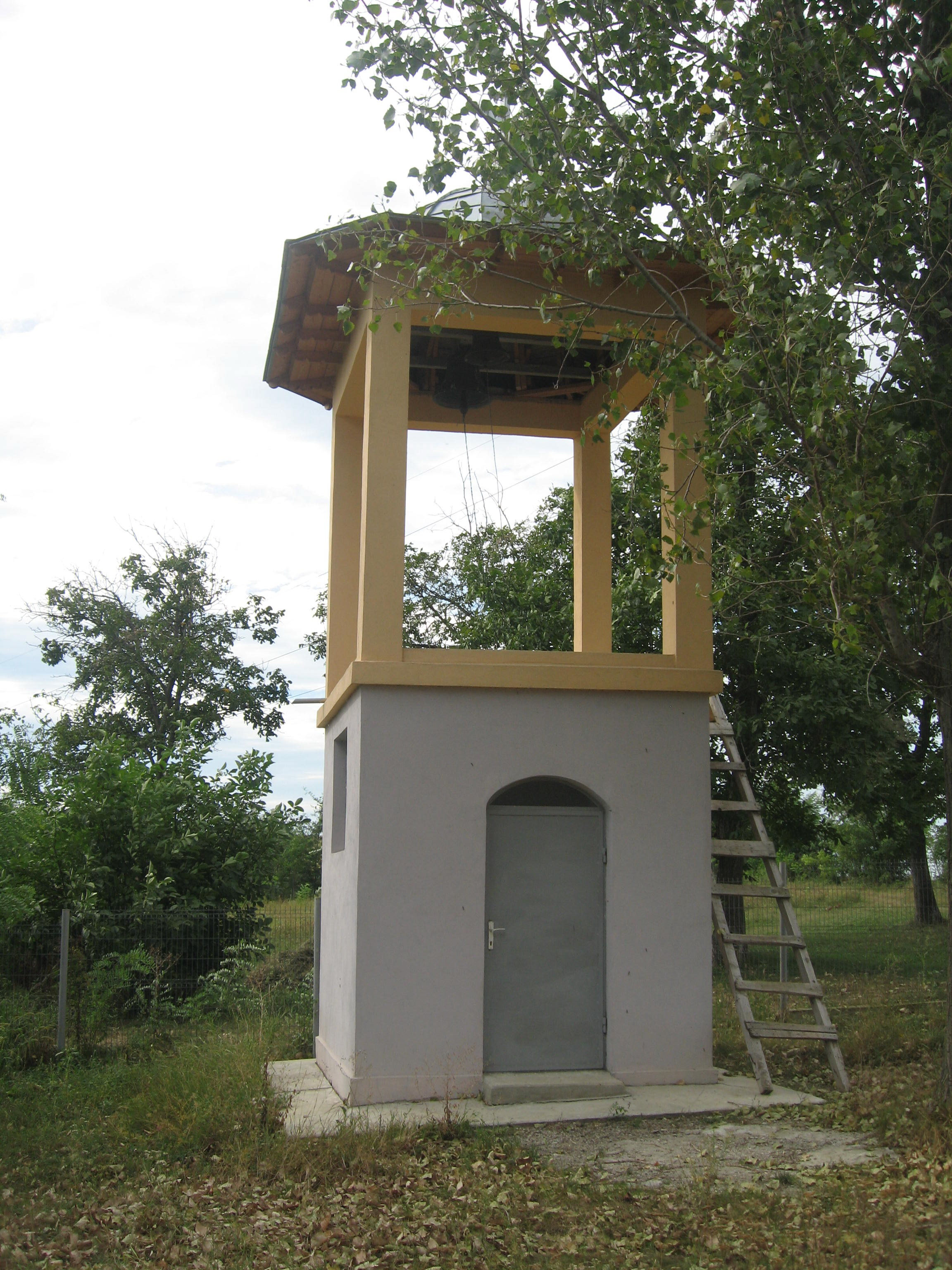
Clopotniţa